# Claudia Bühlmann
Pour les articles homonymes, voir Bühlmann.
Claudia Bühlmann, est une ancienne bobeuse suisse.

## Palmarès

### Coupe du monde
- 1 globe de cristal : 
  - Vainqueur du classement bob à 2 en 1995.